# 44. ceremonia wręczenia Cezarów
44. ceremonia wręczenia francuskich nagród filmowych Cezarów za rok 2018 odbyła się 22 lutego 2019 roku w Salle Pleyel w Paryżu.
Nominacje do tej edycji nagród zostały ogłoszone 23 stycznia 2019 roku.
Po raz pierwszy w historii zostanie wręczony Cezar dla najlepszego filmu zdaniem paryskich licealistów, nagroda zostanie wręczona 13 marca w paryskiej Sorbonie.
Galę wręczenia nagród poprowadził Kad Merad.

## Nominacje

### Najlepszy film
Reżyser / Producenci − Film
- Xavier Legrand / Alexandre Gavras − Jeszcze nie koniec
  - Gilles Lellouche / Alain Atall i Hugo Sélignac − Niezatapialni
  - Jacques Audiard / Pascal Caucheteaux, Grégoire Sorlat i Michel Merkt − Bracia Sisters
  - Jeanne Herry / Alain Atall, Hugo Sélignac i Vincent Mazel − Wymarzony
  - Alex Lutz / Oury Milshtein − Guy
  - Pierre Salvadori / Philippe Martin i David Thio − Mój problem to ty
  - Emmanuel Finkiel / Laetitia Gonzalez, Yael Fögiel, David Gauquié, Julien Deris i Etienne Mallet − Ból

### Najlepszy film zagraniczny
Reżyser − Film • Kraj produkcji
- Hirokazu Koreeda − Złodziejaszki •  Japonia
  - Lukas Dhont − Dziewczyna •  Belgia
  - Martin McDonagh − Trzy billboardy za Ebbing, Missouri •  Stany Zjednoczone
  - Paweł Pawlikowski − Zimna wojna •  Polska
  - Guillaume Senez − Nasze zmagania •  Belgia
  - Nadine Labaki − Kafarnaum •  Liban
  - Andrea Pallaoro − Hannah •  Włochy

### Najlepszy film debiutancki
Reżyser / Producenci − Film
- Jean-Bernard Marlin − Szeherezada
  - Andréa Bescond i Éric Métayer − Łaskotki
  - Xavier Legrand i Alexandre Gavras − Jeszcze nie koniec
  - Romane Bohringer i Philippe Rebbot − L'amour flou
  - Camille Vidal-Naquet − Sauvage

### Najlepszy reżyser
- Jacques Audiard − Bracia Sisters
  - Alex Lutz − Guy
  - Gilles Lellouche − Niezatapialni
  - Pierre Salvadori − Mój problem to ty
  - Jeanne Herry − Wymarzony
  - Xavier Legrand − Jeszcze nie koniec
  - Emmanuel Finkiel − Ból

### Najlepszy scenariusz oryginalny
- Xavier Legrand − Jeszcze nie koniec
  - Gilles Lellouche, Ahmed Hamidi i Julien Lambroschini − Niezatapialni
  - Jeanne Herry − Wymarzony
  - Alex Lutz, Thibault Segouin i Anaïs Deban − Guy
  - Pierre Salvadori, Benoît Graffin i Benjamin Charbit − Mój problem to ty

### Najlepszy scenariusz adaptowany
- Andréa Bescond i Éric Métayer − Łaskotki
  - Jacques Audiard i Thomas Bidegain − Bracia Sisters
  - Emmanuel Mouret − Madame J
  - Catherine Corsini i Laurette Polmanss − Miłość niemożliwa
  - Emmanuel Finkiel − Ból

### Najlepszy aktor
- Alex Lutz − Guy
  - Romain Duris − Nasze zmagania
  - Denis Menochet − Jeszcze nie koniec
  - Pio Marmai − Mój problem to ty
  - Gilles Lellouche − Wymarzony
  - Édouard Baer − Madame J
  - Vincent Lacoste − Na zawsze razem

### Najlepsza aktorka
- Léa Drucker − Jeszcze nie koniec
  - Adèle Haenel − Mój problem to ty
  - Sandrine Kiberlain − Wymarzony
  - Élodie Bouchez − Wymarzony
  - Virginie Efira − Miłość niemożliwa
  - Mélanie Thierry − Ból
  - Cécile de France − Madame J

### Najlepszy aktor w roli drugoplanowej
- Philippe Katerine − Niezatapialni
  - Denis Podalydès − Sorry Angel
  - Damien Bonnard − Mój problem to ty
  - Clovis Cornillac − Łaskotki
  - Jean-Hugues Anglade − Niezatapialni

### Najlepsza aktorka w roli drugoplanowej
- Karin Viard − Łaskotki
  - Audrey Tautou − Mój problem to ty
  - Leïla Bekhti − Niezatapialni
  - Isabelle Adjani − The World is Yours
  - Virginie Efira − Niezatapialni

### Nadzieja kina (aktor)
- Dylan Robert − Szeherezada
  - Thomas Gioria − Jeszcze nie koniec
  - William Lebghil − Pierwszy rok
  - Anthony Bajon − Modlitwa
  - Karim Leklou − The World is Yours

### Nadzieja kina (aktorka)
- Kenza Fortas − Szeherezada
  - Gallatea Bellugi − Tajemnica objawienia
  - Lily-Rose Depp − L’homme fidèle
  - Ophélie Bau − Mektoub. Moja miłość: Pieśń pierwsza
  - Camille Berthomier − Miłość niemożliwa

### Najlepsza muzyka
- Romain Greffe i Vincent Blanchard − Guy
  - Alexandre Desplat − Bracia Sisters
  - Pascal Sangla − Wymarzony
  - Grégoire Hetzel − Miłość niemożliwa
  - Anton Sanko − Na zawsze razem
  - Camille Bazbaz − Mój problem to ty

### Najlepsze zdjęcia
- Benoît Debie − Bracia Sisters
  - Laurent Desmet − Madame J
  - Laurent Tangy − Niezatapialni
  - Alexis Kavyrchine − Ból
  - Nathalie Durand − Jeszcze nie koniec

### Najlepszy montaż
- Yorgos Lamprinos − Jeszcze nie koniec
  - Isabelle Devinck − Mój problem to ty
  - Juliette Welfling − Bracia Sisters
  - Valérie Deseine − Łaskotki
  - Simon Jacquet − Niezatapialni

### Najlepsza scenografia
- Michel Barthélémy − Bracia Sisters
  - Pascal Le Guellec − Ból
  - David Faivre − Madame J
  - Thierry François − Naród i jego król
  - Emile Ghigo − Władca Paryża

### Najlepsze kostiumy
- Pierre-Jean Larroque − Madame J
  - Pierre-Yves Gayraud − Władca Paryża
  - Milena Canonero − Bracia Sisters
  - Sergio Ballo i Anaïs Romand − Ból
  - Anaïs Romand − Naród i jego król

### Najlepszy dźwięk
- Cyril Holtz − Bracia Sisters
  - Julien Roig, Julien Sicart i Vincent Verdoux − Jeszcze nie koniec
  - Gwennolé Le Borgne − Niezatapialni
  - Antoine Baudouin i Yves-Marie Omnes − Guy
  - Antoine Mercier, David Vranken i Aline Gavroy − Ból

### Najlepszy film animowany
- Dilili w Paryżu – Michel Ocelot
  - Asteriks i Obeliks: Tajemnica magicznego wywaru – Alexandre Astier i Louis Clichy
  - Pachamama – Juan Antin

### Najlepszy film dokumentalny
- Tak mi dopomóż Bóg – Jean Libon i Yves Hinant
  - America – Claus Drexel
  - Festiwal tańca – Laetitia Carton
  - Państwo kontra Mandela i inni – Gilles Porte i Nicolas Champeaux
  - W każdej chwili – Nicolas Philibert

### Najlepszy film krótkometrażowy
- Rączki – Rémi Allier
  - Les Indes galantes – Clément Cogitore
  - Laissez-moi danser – Valérie Leroy
  - Kapitalistis – Pablo Munoz Gomez
  - Braguino – Clément Cogitore

### Najlepszy animowany film krótkometrażowy
- Vilaine fille – Ayce Kartal
  - Au coeur des ombres – Alice Eça Guimarães
  - Śmierć, ojciec i syn – Denis Walgenwitz i Vincent Paronnaud
  - Raymonde ou l’évasion verticale – Sarah Van Den Boom

### Najlepszy film zdaniem paryskich licealistów
- Alain Atall i Hugo Sélignac − Niezatapialni
- Pascal Caucheteaux, Grégoire Sorlat i Michel Merkt − Bracia Sisters
- Alexandre Gavras − Jeszcze nie koniec
- Alain Atall, Hugo Sélignac i Vincent Mazel − Wymarzony
- Oury Milshtein − Guy
- Philippe Martin i David Thio − Mój problem to ty
- Laetitia Gonzalez, Yael Fögiel, David Gauquié, Julien Deris i Etienne Mallet − Ból

### Nagroda publiczności
- Rodzina Tuche: Wolność, równość, rodzina

### Cezar Honorowy
- Robert Redford

## Podsumowanie
Największa liczba nominacji
10: Niezatapialni, Jeszcze nie koniec
Największa liczba przyznanych Cezarów
4: Bracia Sisters, Jeszcze nie koniec